# 해뜰날 (드라마)
《해뜰날》은 1992년 3월 2일부터 1992년 9월 11일까지 방송되었던 KBS 2TV 일일 드라마로 변두리 중국 음식점을 배경으로 엮어지는 떠돌이 인생의 꿈과 현실을 희화적으로 극화했다.
하지만 1991년 7월 29일부터 KBS 2TV 아침 드라마로 방송되다가 1991년 10월 7일부터 KBS 2TV 일일 드라마로 변경된 《그리고 흔들리는 배》 이관우 작가에게 연달아 드라마를 쓰게 한 것도 있었으나 현실을 왜곡한 것, 삼각관계 등으로 비판을 받았다.

## 등장 인물
- 이병헌 : 칼판 최형만 역
- 임창정 : 철가방
- 안병경
- 윤진호
- 이일웅
- 이영후 : 김영구 역
- 김금용 : 김미연 역
- 김복희
- 김성환
- 강인덕
- 이춘식
- 오욱철
- 허진
- 선우용여
- 사미자
- 장기용
- 김성령
- 황덕재

## 참고 사항
- KBS 2TV 일일 드라마 《좋은 남자 좋은 여자》는 《해뜰날》(김성령)이 그랬던 것처럼 미스코리아 출신 배우 염정아[3]를 캐스팅했는데 이영후(김영구 역), 선우용녀는 해당 프로그램의 후속 프로그램으로 작가 이관우 작가의 차기 프로그램이기도 한 KBS 2TV 일일 드라마 《내 사랑 유미》 출연진이었고[4] 김성령은 해당 프로그램 후반부 때 뒷시간에 방영된 프로그램 KBS 2TV 월화 드라마 《조광조》에서 엄기백 PD와 재회했는데 이 작품 또 다른 출연진[5]이었던 김혜리는 염정아, 김성령 등과 같은 미스코리아 출신 배우였다.
- 엄기백 PD의 차기 프로그램 《조광조》에서 신씨 역을 맡았던[6] 김혜리는 앞서 본 것처럼 1991년 7월 29일부터 KBS 2TV 아침 드라마로 방송되어 오다가 1991년 10월 7일부터 KBS 2TV 일일 드라마로 변경된 《그리고 흔들리는 배》 출연진[7]에 속했다.
- 오프닝에 레고 블럭을 활용한 드라마로 유명하다.